# Teódota
Teódote ou Teódota foi uma imperatriz-consorte bizantina, segunda esposa de Constantino VI. Ela era parte de uma distinta família de Constantinopla e seu irmão, Sérgio, aparece como um hípato (espécie de cônsul). A mãe deles era irmã de Teoctista e de Platão, o que fazia de Teódota a prima em primeiro-grau de Teodoro Estudita, filho de Teoctista.

## Casamento
Em 794, Teódota era uma das damas de companhia (cubiculária) da imperatriz Irene, a viúva de Leão IV, o Cazar e mãe de Constantino VI. Irene serviu como regente entre 780 e 790 e ainda detinha o título de imperatriz.
Constantino se casou primeiro com Maria de Âmnia e o casal teve duas filhas, Eufrósine e uma outra jovem de nome Irene. Porém, de acordo com a crônica de Teófanes, o Confessor, Constantino se voltou contra sua esposa em algum momento. Teófanes atribuiu a ruína do casamento às maquinações de Irene. A falta de um herdeiro varão depois de seis anos de casamento também pode ter influído. Seja como for, Constantino se tornou amante de Teódota.
Em janeiro de 795, Constantino se divorciou de Maria e ela, juntamente com as filhas, foram enviadas para um convento em Príncipo. Em agosto do mesmo ano, Teódota se tornou a noiva oficial do imperador e proclamada augusta, um título que Maria jamais teve. Em setembro, Teódota e Constantino se casaram no Palácio de São Mamas.Teódota se tornou imperatriz-consorte menos de oito meses depois da remoção de sua antecessora.

## Imperatriz
A legalidade do casamento provocou uma controvérsia religiosa já quando o noivado foi anunciado. O divórcio que permitiu que ele ocorresse não foi bem recebido pelo clero bizantino e o novo casamento enquanto Maria ainda estava viva foi visto como uma tentativa de legalizar o adultério.
Mesmo os aliados do imperador se mantiveram distantes. As cerimônias de casamento imperiais eram tipicamente realizadas pelo patriarca ecumênico de Constantinopla, mas o ocupante do posto na época, Tarásio, havia aceitado com muita relutância o divórcio e o segundo casamento. Contudo, ele não quis realizar a cerimônia pessoalmente, papel que coube a um tal José, um sacerdote da Grande Igreja.
Na chamada controvérsia moequiana ( do em grego:  μοιχός - moichos, "adúltero"), o tio de Teódota, Platão, e o primo dela, Teodoro, respectivamente o recém-aposentado abade do Mosteiro de Sacúdio e seu sucessor, iniciaram protestos contra o casamento e pediam a excomunhão de José e de todos os que haviam recebido a comunhão dele, o que incluía, implicitamente, o imperador e a sua corte. Eles parece terem sido a voz ativa de um sentimento geral entre os monges da época.
Constantino e Teódota parecem ter tentado uma reconciliação pacífica com seus detratores pelos primeiros dois anos de seu casamento. Porém, todas as tentativas de paz foram rejeitadas e, afinal, Constantino perdeu a paciência. No início de 797, tropas imperiais foram enviadas ao Mosteiro de Sacúdio e a comunidade toda foi forçada a se dispersar. Teodoro foi chicoteado e, juntamente com outros dez monges, banido para Tessalônica, enquanto que Platão foi enviado para uma prisão em Constantinopla.. Naquela altura, Constantino parece ter perdido todo o apoio da comunidade iconódula e os então desfavorecido iconoclastas já eram contra ele desde que Irene (e Constantino) havia aprovado a restauração dos ícones no Segundo Concílio de Niceia em 787.
Irene, enquanto isso, se aproveitou da situação e organizou uma poderosa conspiração contra o filho, no que foi ajudada pela perda geral do apoio a Constantino, na corte e no clero. O imperador foi então depost, cegado e sucedido por sua mãe em agosto de 797.

## Anos finais
Teódota recebeu permissão para se retirar para um palácio privado com seu marido cego. Há relatos contraditórios sobre quanto tempo ele sobreviveu depois disso, indo de dez dias a uma década. A residência deles se converteu num mosteiro ainda durante a vida de Teódota.
Simeão Metafrastes identificou este novo mosteiro como sendo o "Mosteiro de Isidoro", batizado em nome do patrício que supostamente havia construído o palácio. Este Isidoro havia, também supostamente, deixado Roma com Olíbrio depois do saque de Roma por Genserico em 455. Jorge Hamartolo relata que umas poucas décadas depois, Teófilo (r. 829 - 842) converteu o edifício original numa hospedaria e transferiu as freiras para um outro local. Se Teódota ainda estava viva na época, não menciona.

## Filhos
Teódota e Constantino tiveram dois filhos conhecidos:
- Leão (7 de outubro de 796 - 1 de maio de 797). Teófanes preservou as datas do nascimento e morte.
- Um filho de nome desconhecido, nascido depois da deposição do pai e mencionado na correspondência de Teodoro Estudita. Destino incerto.